# Ischnotoma (Ischnotoma) scutellumnigrum
Ischnotoma (Ischnotoma) scutellumnigrum is een tweevleugelige uit de familie langpootmuggen (Tipulidae). De soort komt voor in het Australaziatisch gebied.